# Polycyrtidea limitis
Polycyrtidea limitis är en stekelart som beskrevs av Joseph Augustine Cushman 1929. Polycyrtidea limitis ingår i släktet Polycyrtidea och familjen brokparasitsteklar. Inga underarter finns listade i Catalogue of Life.